# 3-Stunden-Rennen von Sepang 2013

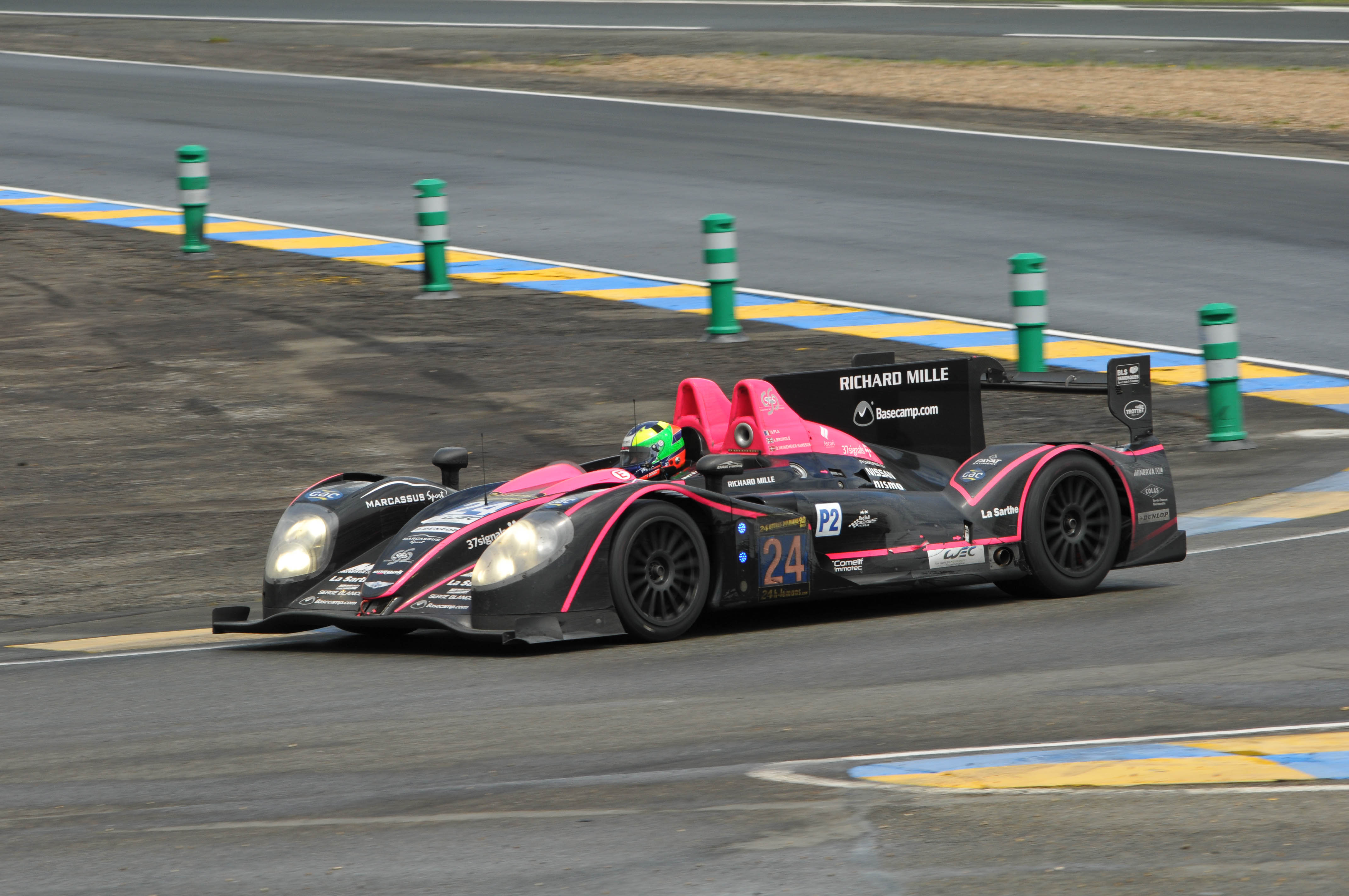
Morgan LMP2

Das 3-Stunden-Rennen von Sepang 2013, auch Sepang 1000 km (3 Hours of Sepang), Sepang International Circuit, Malaysia, fand am 8. Dezember auf dem Sepang International Circuit statt und war der vierte und letzte Wertungslauf der Asian Le Mans Series dieses Jahres.

## Das Rennen
Mit dem Rennen in Sepang endete die Asian Le Mans Series 2013. Die Serie litt unter geringer Teilnahme von Teams und Fahrzeugen. Beim dritten Rennen des Jahres, dem 3-Stunden-Rennen von Zhuhai 2013, waren nur acht Fahrzeuge am Start. In Sepang waren es immerhin 14. Das Rennen war geprägt vom Konkurrenzkampf der Morgan LMP2 von OAK Racing der chinesischen KCMG-Mannschaft. Ho-Pin Tung und David Cheng hatten nach drei Stunden Fahrzeit einen Vorsprung von knapp einer Minute auf den KCMG-Wagen.

## Ergebnisse

### Schlussklassement
| 1           | LMP2   | 24  | OAK Racing Total        | Ho-Pin Tung David Cheng                                             | Morgan LMP2                  | 86 |
| 2           | LMP2   | 18  | KCMG                    | James Winslow Tsugio Matsuda                                        | Morgan LMP2                  | 86 |
| 3           | LMP2   | 27  | Craft Racing            | Pu Jun Jin Dan Polley Richard Bradley                               | Oreca 03                     | 86 |
| 4           | GTC    | 33  | Clearwater Racing       | Weng Sun Mok Toni Vilander                                          | Ferrari 458 Italia GT3       | 82 |
| 5           | GTC    | 77  | AF Corse                | Steve Wyatt Michele Rugolo Andrea Bertolini                         | Ferrari 458 Italia GT3       | 82 |
| 6           | GTC    | 007 | Craft Racing            | Stefan Mücke Keita Sawa                                             | Aston Martin V12 Vantage GT3 | 82 |
| 7           | GTC    | 37  | BBT                     | Anthony Liu Davide Rizzo Fabio Babini                               | Lamborghini Gallardo GT3     | 81 |
| 8           | GTC    | 009 | Craft Racing            | Frank Yu Darryl O’Young Tomonobu Fujii                              | Aston Martin Vantage GT3     | 81 |
| 9           | GTE    | 70  | Taisan Ken Endless      | Akira Iida Naoki Yokomizo Shogo Mitsuyama                           | Ferrari 458 Italia GTE       | 80 |
| 10          | GTC    | 91  | AAI-Rstrada             | Jun-San Chen Takeshi Tsuchiya Tatsuya Tanigawa                      | BMW Z4 GT3                   | 80 |
| 11          | GTC    | 35  | AAI-Rstrada             | Morris Chen Marco Seefried Ryohei Sakaguchi                         | Porsche 997 GT3 RSR          | 74 |
| 12          | GTC Am | 69  | Team Primemantle Aylezo | Zen Low Dilantha Malagamuwa Giorgio Sanna                           | Lamborghini Gallardo         | 72 |
| 13          | GTC Am | 96  | Mike Racing             | Michael Chua Khian Keng Rick Cheang Wan Chin Joseph Chua Thian Song | Lamborghini Gallardo         | 71 |
| Ausgefallen |        |     |                         |                                                                     |                              |    |
| 14          | GTC Am | 36  | Gama Racing             | Han Lin Hanss Lin Michael Huang                                     | Lamborghini Gallardo         | 14 |

### Nur in der Meldeliste
Zu diesem Rennen sind keine weiteren Meldungen bekannt.

### Klassensieger
| Klasse | Fahrer       | Fahrer              | Fahrer           | Fahrzeug               | Platzierung im Gesamtklassement |
| ------ | ------------ | ------------------- | ---------------- | ---------------------- | ------------------------------- |
| LMP2   | Ho-Pin Tung  | David Cheng         |                  | Morgan LMP2            | Gesamtsieg                      |
| GTE    | Akira Iida   | Naoki Yokomizo      | Syougo Mitsuyama | Ferrari 458 Italia GTE | Rang 9                          |
| GTC    | Weng Sun Mok | Toni Vilander       |                  | Ferrari 458 Italia GT3 | Rang 4                          |
| GTC Am | Zen Low      | Dilantha Malagamuwa | Giorgio Sanna    | Lamborghini Gallardo   | Rang 12                         |

### Renndaten
- Gemeldet: 14
- Gestartet: 14
- Gewertet: 13
- Rennklassen: 4
- Zuschauer: unbekannt
- Wetter am Renntag: unbekannt
- Streckenlänge: 5,543 km
- Fahrzeit des Siegerteams: 3:01:38,229 Stunden
- Gesamtrunden des Siegerteams: 85
- Gesamtdistanz des Siegerteams: 476,698 km
- Siegerschnitt: 157,467 km/h
- Pole Position: James Winslow – Morgan LMP2 (#18) – 1:57,579
- Schnellste Rennrunde: Ho-Pin Tung – Morgan LMP2 (#24) – 2:00,411 = 165,722 km/h
- Rennserie: 4. Lauf der Asian Le Mans Series 2013